# البعيجي (العراق)
البعيجي جزيرة في قضاء بيجي في محافظة صلاح الدين وسط شمال جمهورية العراق، والوصول إليها عبر جسر البعيجي، المسافة بين البعيجي وتكريت 45 كيلومتراً، وبين بعيجي وبغداد 222 كيلومتراً، البعيجي في مقاطعة رقم 14، مساحتها 5798 دونماً عراقياً، تعادل 14 كيلومتراً و500 متر مربع.
حدودها من الشرق نهر دجلة ومن ورائه قرية البزيخة في قضاء العلم، ومن الغرب قرية المالحة والحريجية ضمن مقاطعة محطة بيجي رقم 19، ومن الشمال مقاطعة البندري والأشيطح رقم 15، ومن الجنوب مقاطعة الحجاج رقم 13.

## التاريخ والتسمية
سُمّيت بعيجي نسبةً وتصغيراً لكلمة بعج التي معناها كسر أو شق من جراء فيض النهر أو تضخمه، وذُكر أن الإنكليز حين احتلوا العراق كانوا ينطقون اسم بعيجي بدون حرف العين، بيجي، ولذلك قيل إن اسم بيجي تحريف لاسم مقاطعة بعيجي، ذُكرَ في رواية القلعة الحصينة المنسوبة إلى صدام حسين "قال لنا أحد أساتذة التاريخ، وهو من هذه المنطقة، أن اسم البيجي اساسا هو البعيجي، فقد أنشئت على مقربة منها محطة ضخ (كي - ۲) هكذا كان رمزها وفق تسميات شركات النفط الاحتكارية، وهي محطة وسطية لإعادة ضخ النفط القادم من مدينة كركوك في الأنابيب إلى (كي - ۳) في مدينة حديثة على نهر الفرات، ومن هناك، كان النفط ينقل إلى شواطئ البحر المتوسط عبر سوريا ولبنان بفرعين من الأنابيب، والمهم في هذا أن الأجنبي لا يجيد لفظ بعض الحروف العربية ومنها الحرف (ع)، ومنطقة البيجي، وبخاصة الجهة الشرقية منها، القريبة من نهر دجلة، أو المطلة عليه، تشكل انبعاجاً في النهر أو ظهوراً مطلا من حافتها الغربية على شكل قوس أو نصف دائرة، وبذلك يجعل نهر دجلة يلتوي من هذا المكان، أو أن النهر يبعج الأرض أو يخرقها بالتواء واضح من هذا المكان، فسميت المنطقة على وصف الطبيعة.
وفي محافظة صلاح الدين تُسمى الجزيرة حويجة، فيقال حويجة البعيجي أي جزيرة البعيجي.

## التربة والموارد
جزيرة بعيجي ذات موارد طبيعية، فيها تربة خصبة متجددة في كل فيضان، تتجمع فيها تربة كثيرة من نوع الزميج، وهو مورد طبيعي تجاري لأهل القرية يبيعونه لمقاطعات قضاء بيجي، وفي بعيجي ثلاثة أنواع من الحصى، الحصى الجلمود والسبّيس والبحص، يحيط ماء دجلة بمقاطعة بعيجي فالماء فيها متيسّر للشرب والسقي وتربية المواشي واستحدثت أحواض تربية الأسماك بعد الاحتلال الأمريكي سنة 2003، تُزرع في البعيجي الحنطة والسمسم والذرة الصفراء والطماطة والباذنجان والبامية والبصل وشيء من الخضروات، كلها تنبت نباتاً جيداً لوفرة المياه في الجزيرة.

## السكان
وفقاً لكتاب (بناء المكانة في المجتمع الريفي دراسة أنثروبولوجية لقرى البعيجي في صلاح الدين) لكاتبه صلاح شبيب محمد علي، بلغ عدد سكان البعيجي 3404 ساكنين، حتى سنة 2010، منهم 80% من القيسيين (الجيسات)، و5% من الدليم، و5% من المعين، و5% من العكيدات، يلبس الرجال الكبار الزي العربي، وتلبس النساء خمار الرأس المسمى ربطة وجرغد.

## أنظر أيضا
- سمرة